# ماهی چشم‌درشت هاوایی
ماهی چشم‌درشت هاوایی (نام علمی: Priacanthus meeki) نام یک گونه از تیره تیبرماهیان است.